# 廣東道驅蝗行動
廣東道驅蝗行動是一個由香港人於2014年2月16日在九龍尖沙嘴廣東道舉行的一場活動。

## 起因
示威者批評港澳個人遊旅客令到香港街道擁擠，並且推升物價。示威者因此站出來，驅趕旅客。藉驅蝗行動趕遊客。

## 經過
數十名示威者在廣東道以口號和動作表達對港澳個人遊旅客的不滿，高喊「減少自由行 放過香港人」、「放寛自由行 香港快陸沉」，部分人指罵旅客為「蝗蟲」，著他們「滾回去」。示威者對外國旅客則熱心解釋行動，自製百張英文傳單，向外國旅客解釋示威目的，希望對方體諒示威所造成的不便。主辦方稱遊行約有200人參加，警方則指人數約50。
另一方面，以高達斌為首的親政府組織「愛港之聲」及「保衛香港運動」在廣東道兩邊分別以街站及集會方式與「廣東道驅蝗行動」示威者打對台，「愛港之聲」在現場展示「歡迎內地同胞來香港」的橫幅，又指摘示威者是「廢青」及賣國賊，場面混亂。
入境事務大樓縱火案中的主犯施君龍曾經到場，並且大罵「做英國的走狗應該去英國、去美國，不要留在香港」，亦有港澳個人遊遊客指罵示威者是賣國賊。另外，在行動中也有南韓遊客因被誤認為中國内地人而被錯罵。

## 評價

### 官員
- 行政長官梁振英指針對遊客的滋擾行為，不論對象是內地遊客或外國遊客，都應受到譴責。[4]
- 商務及經濟發展局局長蘇錦樑在政府高層早上例會上提出「針對內地旅客的活動，嚴重影響本港形象。」他又指「即使中日關係有多矛盾，香港人從未試過會『兇壽司店』，到日本旅遊亦不會被當地人『兇』，故今次事件已經『過了政府嘅容忍底線』。」[5]
- 政務司司長林鄭月娥形容行為「不禮貌及粗暴」，又指有關行為「只代表一小撮人，不代表香港大部分市民的價值觀。」[5]
- 保安局局長黎棟國指「警方非常重視事件，認為有關示威活動，不單騷擾旅客，更直接影響正常商業活動，破壞社會秩序及公共安全。」[5]
- 政制及內地事務局局長譚志源對有關行動「感到震驚」，認為是「野蠻及不文明的舉動，與主流價值觀相違背」，希望中港兩地建立互相尊重的合作關係。 [5]
- 運輸及房屋局局長張炳良表示，不覺得特區政府收指示才高調回應「驅蝗」行動，明白社會對遊客太多，令香港市民交通擠迫，日常生活有影響有意見，但強調香港是文明都市，「有不同意見也不應做影響香港形象的行為」。[6]

### 政治人物
- 行政會議成員羅范椒芬認為行動「並不適當」，希望「港人多包容，政府和旅遊界多溝通，做好分流工作。」[7]
- 行政會議成員葉劉淑儀引述零售及酒店業代表意見，反映日前的行動已經對業界產生負面影響，包括有韓國遊客被誤認為港澳個人遊旅客而被指罵，氣氛差透。她又指出，業界擔心此類型的活動將會擴散至其地區[8]。
- 平等機會委員會主席周一嶽指行動是「不正當和不明智」，認為港人應持開放態度教育內地遊客，又相信「內地遊客除了來港購物外，亦想了解和體驗香港的文化。」[9]他建議檢討現行的種族歧視條例[10]。
- 鄉議局主席劉皇發稱參與「驅蝗行動」者是「滋事份子」，斥指罵內地遊客的行為「令港人蒙羞，搞事者抱著港獨心態，對內地客冠以蝗蟲稱號有歧視成份」，促平機會嚴正處理。他強調新界人不容「嗰幾粒老鼠屎整壞咗成鍋粥（數粒老鼠屎坏了一锅粥）」。 [11]
- 港澳辦發言人表示支持特首梁振英和港府依法妥善處理事件，「堅決反對任何影響香港繁榮穩定、阻礙兩地交流合作、傷害兩地同胞情感的言行。」[12]

### 報章
- 《文匯報》以頭版報道驅蝗遊行，並在社評「趕遊客倒香港米 搗亂秩序須追究」中指示威「直接打爛旅遊及相關業界人士飯碗」，又指遊行人士涉犯「刑事恐嚇法例」，執法部門應追究。社評又指遊行隊伍中有多個「激進反對派的政黨團體」，顯示他們刻意挑起矛盾[2]。
- 《大公報》社評「必須依法遏止針對內地的暴力」將遊行形容成「對自由行旅客的暴力襲擊」，指遊行是一群激進青年「跡近瘋狂的盲目發泄」，遊行為的不是市民福祉，而是青年把「讀不上大學、找不到好工以至住劏房」都歸咎政府[2]。
- 《成报》評論「徹底愚昧的反蝗行動」認為行為是「文明倒退」和「徹底愚昧」，批評族群歧視是「野蠻和無知的行徑」。[13]
- 中國政府官媒《環球時報》社評「侮辱內地遊客的港人應被依法制裁」批評行動是「撕裂族群劣行及近乎法西斯主義的言行，抹黑了香港的整體形象」，亦展露了香港「很第三世界的一面」。文章警告「中國政府不會怕這些人，如果他們一再『踩了紅線』，只能自己承擔後果。」[14]
- 《明報》評論認為中國内地旅客來港衍生的問題是客觀存在，「驅蝗行動」是極少數人的情緒反彈，做法「成事不足敗事有餘」，但若官方媒體也以情緒發泄對抗，則矛盾不可能紓解。評論指出，《環球時報》社評理據不多，「氣話」甚多，這些話見諸官方媒體白紙黑字的社評令人「難以理解」。[15]
- 《蘋果日報》評論認為「香港市民快被逼瘋而作出的情緒性反彈，與在外國旅遊受『歧視』不可相提並論」，又認為港府沒有及時疏導港人對中國内地遊客日積月累的民怨，存有一定責任。評論指「多數港人不會認同『驅蝗行動』，百多人的行動沒有把陸港矛盾擴大，倒是中共港共的反應把陸港矛盾推到難以緩和的境地了。」[16]蘋果日報早前的報道也形容《文匯報》、《大公報》、《商報》及《環球時報》的報道是「互相配合」，目的是要港府將示威者治罪[14]。

### 議員
- 香港立法會工黨議員張超雄認為「任何市民都能感到日常生活有影響，政府官員才是挑動族群矛盾的罪魁禍首。」[17]

### 個別人士
- 全國人大常委范徐麗泰稱有關行動是「自己倒自己米」、「阻礙別人做生意，損人不利己」，影響香港國際形象，以至港人的文明、理性形象[18]。被問到有示威者當日「驅蝗」時高舉龍獅旗，范指：「中國大陸遊客看到他們這樣，便會覺得很『奴性』，竟然喜歡英國殖民地多於自己國家。」
- 前學聯副秘書長林兆彬不認同「驅蝗」行動的手法[19]，但認為香港政府才是族群衝突的始作俑者，因為梁振英「剛愎自用，沒有正視民生問題，逃避面對香港人的憤怒，一直堅持己見，為無限量擴大旅客人數詭辯，最終族群衝突只會愈演愈烈。」他又指出香港全年的旅客人數逾5,400萬人次，比英國（3,100萬）、新加坡（1,500萬）和日本（1,030萬）都多，當中有超過4,000萬人次為中國大陸旅客，形容香港旅客人數已經去到一個「荒謬的程度」。[20]
- 左翼21成員黃永志認為自由行惡果由普羅大眾承受，而利益則由金融地產及內地資本集團所得，因而產生民怨。然而，他指自由行是源自陸港政府在2003年的短視，只想透過CEPA和自由行來解決房地產經濟泡沫爆破造成的問題，卻無助長遠建立健康的經濟，令問題終延至在今天爆發，這是梁振英在2003年時仍為行政會議召集人時所種下的惡果。他建議政府全面檢討自由行，以及檢討是否繼續應集中金融、地產、旅遊業。[21]
- 人口政策關注組連同數百名市民在本港兩份報章刊登廣告，指政府只批評網民的「驅蝗行動」 ，但並沒有具體措施回應市民的不滿，是「諉過網民」。[22]
- 行動發起人梁金成表示發起到廣東道高叫口號的行動，是因過去收集簽名等活動過分溫和，希望「激烈少許」，將信息直接帶給旅客及引起政府關注，但指罵旅客非計劃之內，「滾回去」亦非大會口號之一，並承認部分行為過激，對旅客及商店帶來不便道歉[23]。他指香港人歡迎來自全球的旅客，只是不歡迎「低質素旅客」[1]。

## 軼事
中華人民共和國政府在事後數日宣佈將亞洲太平洋經濟合作會議的舉辦城市由香港移師北京，部份人士猜測與「廣東道驅蝗行動」存有關聯。「愛港之聲」召集人高達斌認為這是因為「驅蝗行動」後，香港政府並無拘捕或者檢控相關人士，故此中央政府取消會議在香港舉行作為回應。